# Fast & Furious: Hobbs & Shaw
Fast & Furious Presents: Hobbs & Shaw (oftast marknadsförd som Hobbs & Shaw) är en amerikansk actionfilm från 2019 regisserad av David Leitch och skriven av Chris Morgan och Drew Pearce. Den är en spin-off på The Fast and the Furious serien som handlar om Luke Hobbs and Deckard Shaw, karaktärer som introducerades i andra filmer i serien. Med Dwayne Johnson och Jason Statham som Hobbs och Shaw respektive följer filmen dom osannolika bundsförvanterna som tvingas samarbeta mot en cyborg som hotar världen med ett dödligt virus. Idris Elba, Vanessa Kirby, och Helen Mirren är också med i filmen.

## Rollista (i urval)
| - Dwayne Johnson – Luke Hobbs - Jason Statham – Deckard Shaw - Idris Elba – Brixton Lore - Vanessa Kirby – Hattie Shaw - Helen Mirren – Magdalene Shaw - Eiza González – Madam M - Eddie Marsan – Professor Andreiko | - Eliana Sua – Sam - Cliff Curtis – Jonah - Lori Pelenise Tuisano – Sefina - John Tui – Kal - Joshua Mauga – Timo - Joe Anoa'i – Mateo - Rob Delaney – Agent Loeb |

### Fotnoter
1. ↑  Petski, Denise; Petski, Denise (October 4, 2018). ”‘Hobbs & Shaw’: Dwayne Johnson Shares On-Screen Staredown With Jason Statham In First-Look Photo”. ‘Hobbs & Shaw’: Dwayne Johnson Shares On-Screen Staredown With Jason Statham In First-Look Photo. https://deadline.com/2018/10/hobbs-shaw-dwayne-johnson-shares-on-screen-staredown-with-jason-statham-in-first-look-photo-1202476014/.
2. ↑  ”Fast & Furious Presents: Hobbs & Shaw (2019)”. Box Office Mojo. IMDb. https://www.boxofficemojo.com/movies/?id=hobbsshaw.htm. Läst 24 juli 2019.